# Martha Hyer
Martha Hyer (ur. 10 sierpnia 1924 w Fort Worth w stanie Teksas, zm. 31 maja 2014 w Santa Fe w stanie Nowy Meksyk) – amerykańska aktorka nominowana do Oscara za drugoplanową rolę w filmie Długi tydzień w Parkman (1958; reż. Vincente Minnelli).

## Wybrana filmografia
- Poza prawem (1950) jako Caroline Tyler
- Abbott i Costello lecą na Marsa (1953) jako Janie
- Szczęściara (1954) jako Lorraine Thayer
- Sabrina (1954) jako Elizabeth Tyson
- Umiarkowany bandyta (1957) jako Martha Henshaw
- Paryskie wakacje (1958) jako Ann McCall
- Dom na łodzi (1958) jako Carolyn Gibson
- Długi tydzień w Parkman (1958) jako Gwen French, nauczycielka
- Wszystko co najlepsze (1959) jako Barbara Lamont
- The Big Fisherman (1959) jako Herodiada
- Pałac z lodu (1960) jako Dorothy Kennedy
- Pierwszy człowiek na Księżycu (1964) jako Katherine "Kate" Callender
- Rogate dusze (1964) jako Jennie Denton
- Synowie Katie Elder (1965) jako Mary Gordon
- Obława (1966) jako Mary Fuller